# Theodor Dannecker
Theodor Dannecker (ur. 27 marca 1913 w Tybindze, zm. 10 grudnia 1945 w Bad Tölz) – niemiecki zbrodniarz hitlerowski, nazistowski, specjalista od organizacji deportacji Żydów do obozów zagłady i jeden z najbliższych współpracowników Adolfa Eichmanna, członek tzw. Eichmann-Kommando (oficjalnie Sondereinsatzkommando Eichmann), SS-Hauptsturmführer. 
Członkami i współpracownikami Eichmanna w tym specjalnym komando (SEK) byli: Siegfried Seidl, Theodor Dannecker, Dieter Wisliceny, Franz Novak, Otto Hunsche, Anton Brunner i Franz Abromeit.  
Dannecker, prawnik z zawodu, członek NSDAP i SS, w 1937 wszedł w skład kierowanego przez Eichmanna referatu żydowskiego w ramach Gestapo, a w trakcie II wojny światowej odegrał jedną z najważniejszych ról w przeprowadzeniu Holocaustu. W 1940 Dannecker został głównym przedstawicielem biura Eichmanna (oznaczonego jako IV b4) w okupowanej Francji, a jego siedziba znajdowała się w Paryżu. Jest on odpowiedzialny za przygotowanie listy francuskich Żydów, których aresztowano w maju i sierpniu 1941. W 1942 zajął się organizacją deportacji Żydów francuskich oraz Żydów zagranicznych zamieszkujących we Francji. Dannecker stale naciskał kolaboracyjny rząd Vichy do przyśpieszenia deportacji, zaskakując nawet członków tego rządu skalą swojej nienawiści do Żydów.
Pod koniec 1942 Eichmann, w związku z obrazą oficera, odwołał Danneckera do Berlina. Jednak już w styczniu 1943 skierowano go do Bułgarii, gdzie przeprowadził deportację 11 tysięcy Żydów z Macedonii i Tracji do obozów zagłady. W październiku 1944 mianowano go komisarzem do spraw żydowskich we Włoszech, gdzie pozostał do końca wojny. Na tym stanowisku również zajmował się prześladowaniami i deportacjami miejscowych Żydów.
Pod koniec wojny Theodor Dannecker został schwytany przez Amerykanów i umieszczony w obozie jenieckim w Bad Tölz, gdzie popełnił samobójstwo w grudniu 1945.